# Musée du jeu de l'oie
Le musée du jeu de l'oie, situé à Rambouillet (Yvelines), accueille la collection de Pierre Dietsch,. Celle-ci a été exposée de 2001 à 2011 ; elle est aujourd'hui conservée en réserve.

## Histoire et description
La collection Pierre-Dietsch, composée de 2 500 jeux de l'oie, est l'une des plus grandes au monde,. Pierre Dietsch, polytechnicien d'origine alsacienne, a constitué cette collection trente ans durant, au fil de ses voyages en Europe ; il meurt en 1999 (le 17 février), peu après avoir déposé ses jeux auprès de la commune de Rambouillet. Ce dépôt donne lieu à la naissance du musée du jeu de l'oie le 6 avril 2001. 80 jeux de l'oie, français et étrangers, sont exposés en permanence jusqu'en 2011, lors de la fermeture du musée,,. La collection, rachetée en 2008, reste en possession de la mairie.
Le musée se situe dans une aile restaurée du palais du roi de Rome, dans le centre de Rambouillet. Les pièces exposées datent du XVIIe au XXe siècle.

## Galerie de photos

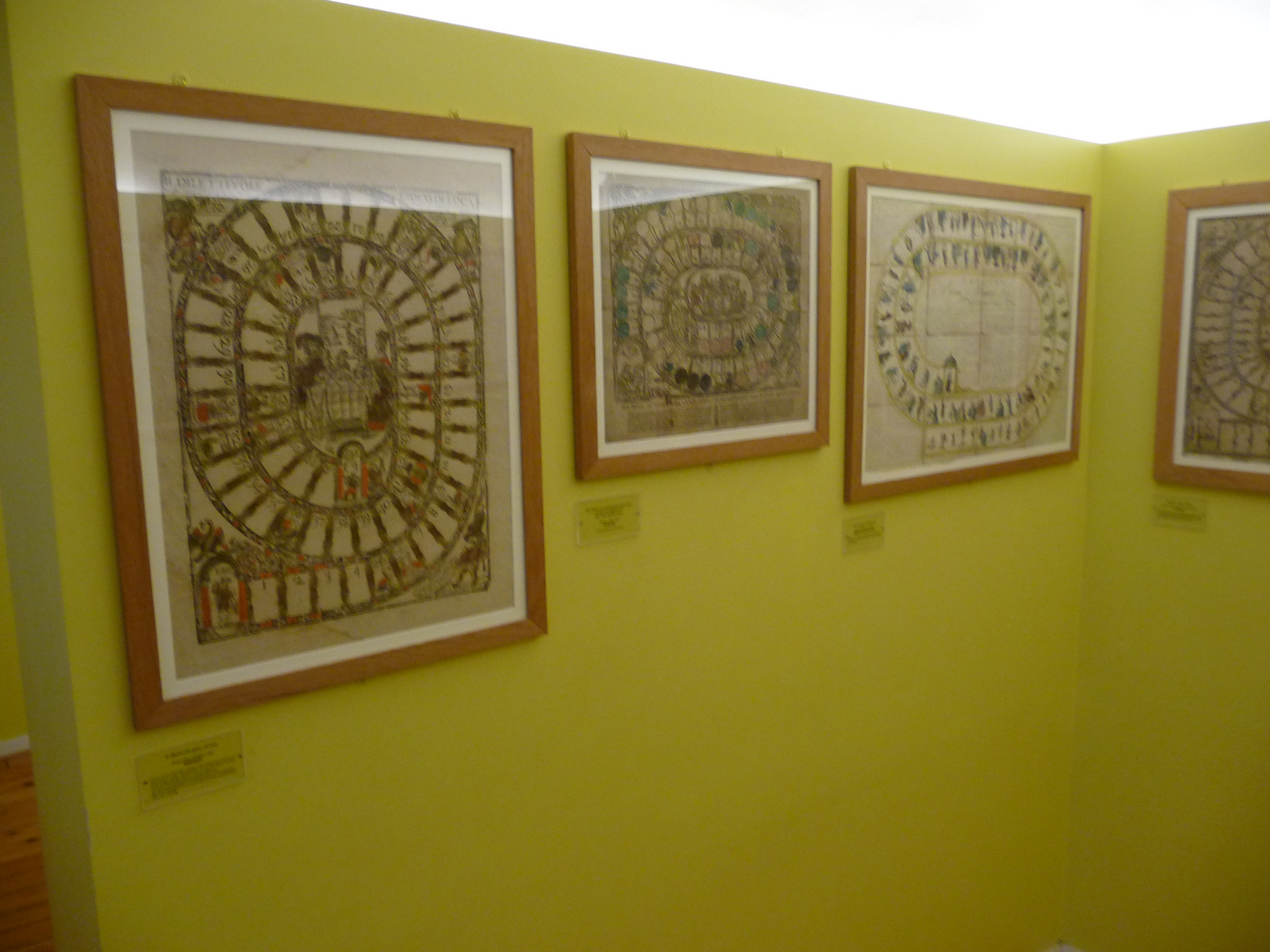
Des jeux exposés dans la 1re salle.
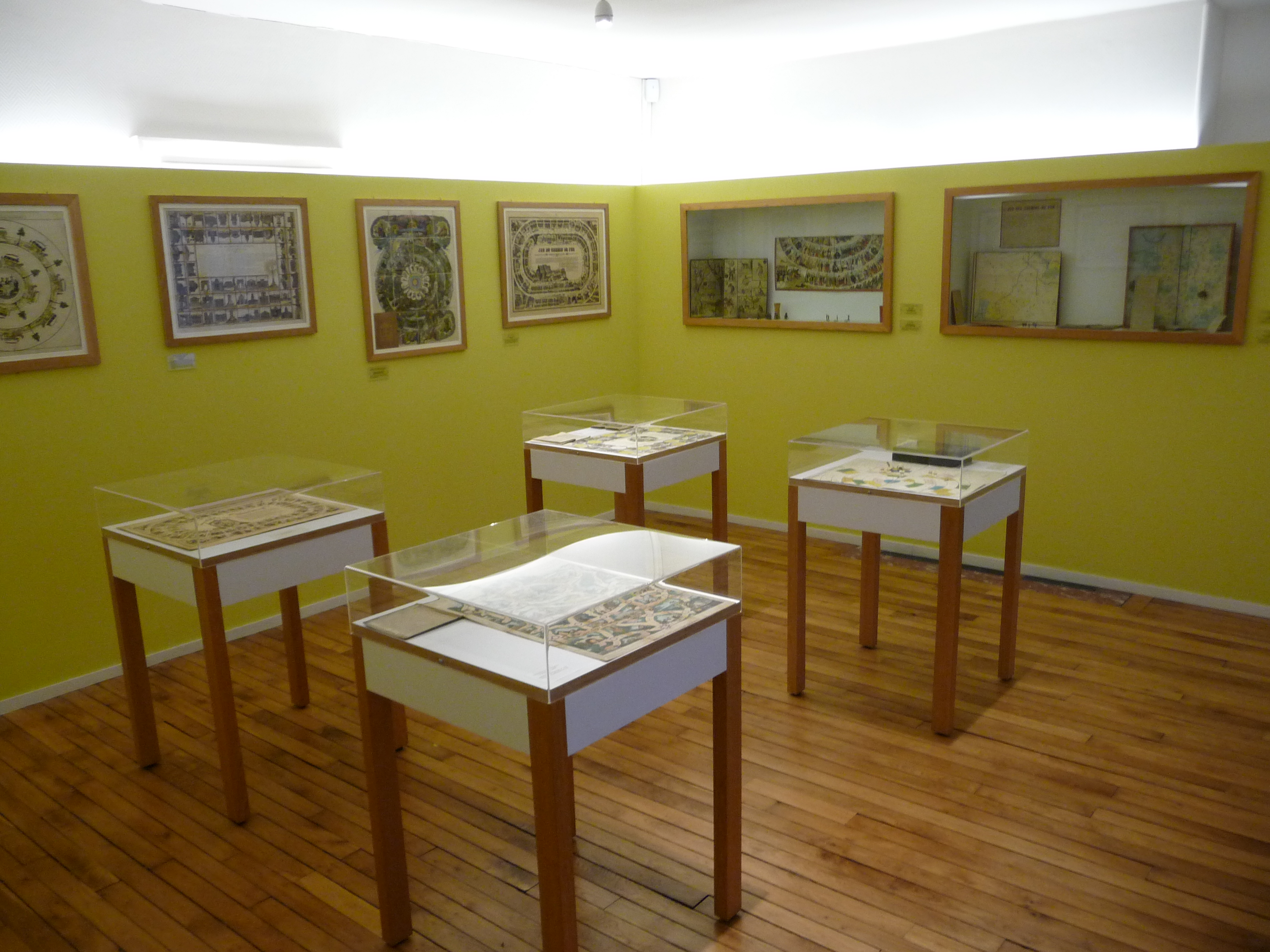
Une salle présentant d'autres jeux de l'oie.
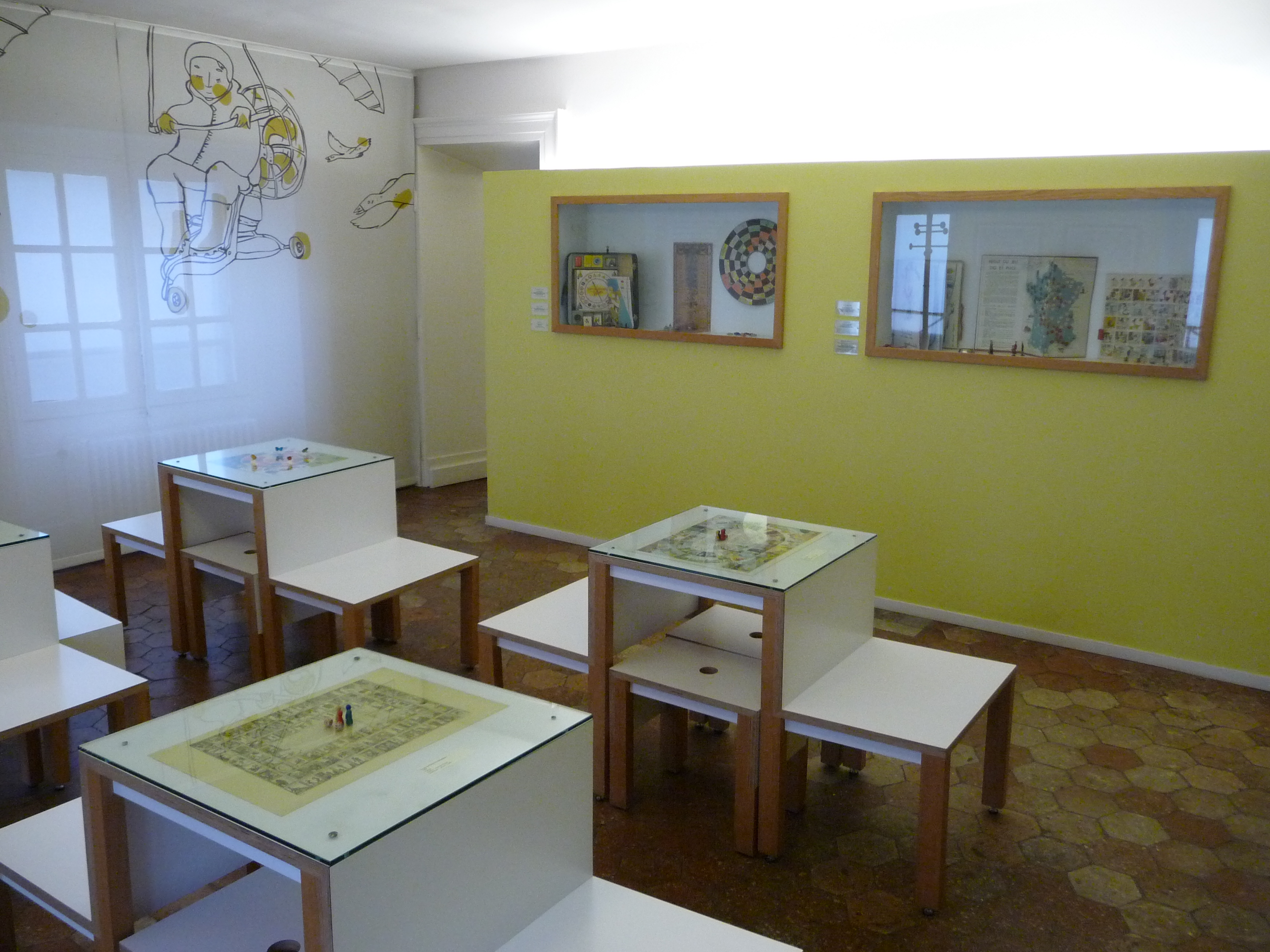
Les visiteurs peuvent jouer à certains des jeux exposés.